# Musa Siraży
Musa Siraży (ros. i baszk. Муса Сиражи), właśc. Musa Szarafutdinowicz Sirażetdinow (ros. Муса Шарафутдинович Сиражетдинов, baszk. Муса Шәрәфетдин улы Сираҗетдинов; ur. 1 lutego 1939 we wsi Tiupkildy w rejonie tujmazińskim, zm. 14 września 2019 w Tujmazach) – baszkirski poeta, dziennikarz i działacz społeczny.
Po ukończeniu szkoły średniej przez dwa lata pracował jako nauczyciel. Od 1962 roku pracował w gazecie Qızıl tañ. W 1963 roku ukończył Baszkirski Uniwersytet Państwowy, a pisać zaczął jako student. W 1966  roku opublikowany został jego pierwszy zbiór poezji, Osraşıw. Kolejne ukazywały się w 1970, 1973 (Şañdaw), 1980 (Beyyeklektär äyźäy), 1984 (Yer häm yır), i 1997 roku (Haldat möxäbbäte). Opierały się one na filozoficznych rozważaniach o życiu, liryce i ciepłym humorze. W 2009 roku opublikował zbiór Beź — uldarı Başqortostandıñ, poświęcony zasłużonym Baszkirom.
W 1968 roku został redaktorem Baszknigoizdatu, a w 1971 roku – wykładowcą Baszkirskiego Uniwersytetu Państwowego, którym był przez dwa lata. Pracował także jako redaktor gazety Berdämlek.
Był także autorem kilku książek dla dzieci: Kem köslöräk? (1977), Min źur inde (1986) i Aqbay niñä örmäy? (1993). Ponadto tłumaczył na język baszkirski twórczość Michaiła Lermontowa, Siergieja Michałkowa, Aleksandra Puszkina i Rabindranatha Tagore. W 2003 roku został laureatem nagrody im. Fatiha Kerima. Jego teksty były tłumaczone m.in. na rosyjski, ukraiński, kazachski, uzbecki, łotewski, niemiecki i czuwaski. Był Zasłużonym Działaczem Kultury Federacji Rosyjskiej (2002) i Republiki Baszkortostanu.
Był przewodniczącym zarządu Republikańskiego Tatarskiego Centrum Kulturowego, a także prezesem Towarzystwa Przyjaźni Narodu Baszkirskiego i Tatarskiego Republiki Baszkortostanu oraz członkiem rady społecznej przy prezydencie Republiki Baszkortostanu. Z jego inicjatywy w Belebeju zaczęto organizować regionalny festiwal poezji Rodniki wdochnowienija. Zmarł 14 września 2019 w Tujmazach, tam też został pochowany.